# 卡翠娜·本特松
卡翠娜·本特松（瑞典語：Catrine Bengtsson，1969年9月21日—），是一名瑞典已退役女子羽球運動員。
卡翠娜·本特松在1992年巴塞隆納奧運會羽球比賽與瑪麗亞·本特松一起參加女子雙打項目，她們在四分之一決賽輸給了中國的關渭貞和農群華，分別是15-4、15-9。她還參加了1996年亞特蘭大奧運會的三項賽事：女子單打、女子雙打（搭檔為瑪吉特·伯格）及混合雙打（搭檔為彼得·阿塞爾森）。
1993年，她與丹麥的托馬斯·倫德一起奪得了她最大的冠軍，IBF世界錦標賽混合雙打冠軍。1994年，她與丹麥選手麥可·索加德一起贏得了歐洲羽球錦標賽混合雙打冠軍。

## 外部連結
- 卡翠娜·本特松在世界羽球聯盟的登錄資料